# Shaparskoi
Shaparskoi (del ruso: Шапарской) es un jútor del raión de Slaviansk del krai de Krasnodar, en el sur de Rusia. Está situado en la orilla derecha del curso principal del Kubán, en su delta, 35 km al oeste de Slaviansk-na-Kubani y 102 al oeste de Krasnodar, la capital del krai. Tenía 105 habitantes en 2010.
Pertenece al municipio Korzhevskoye.

## Historia
La localidad fue fundada en la primera mitad del siglo XIX. Hay dos hipótesis sobre el origen de su nombre: o que corresponde a la primera familia que se asentó aquí o que era llamado así por ser vivienda de un shapar, cargo de gerencia económica de la hueste. Fue destruida por completo en el transcurso de los combates de la Gran Guerra Patria y reconstruida en la década de 1950.